# أليكساندر لاكوست
أليكساندر لاكوست هو قاضي ومحامي وسياسي كندي، ولد في 13 يناير 1842 في بوشيفيل في كندا، وتوفي في 17 أغسطس 1923 في مونتريال في كندا. نشط حزبياً في حزب كندا المحافظ.

## مناصب
- انتخب Legislative Council of Quebec [الإنجليزية]‏ (4 مارس 1882 – 6 ديسمبر 1883).
- انتخب رئيس قضاة كيبيك [الإنجليزية]‏ (14 سبتمبر 1891 – 24 يناير 1907).
- انتخب Administrator of Québec  [لغات أخرى]‏ (20 مارس 1893 – 30 أغسطس 1893).
- انتخب رئيس مجلس الشيوخ [الإنجليزية]‏ (27 أبريل 1891 – 13 سبتمبر 1891).
- انتخب عضو مجلس الشيوخ الكندي ‏ (11 يناير 1884 – 13 سبتمبر 1891).